# Fred Griot
 (avril 2025).
Motif : ou sont les sources secondaires réclamées par les WP:CGN sur ce poète ?
- Archive Wikiwix
- Bing
- Cairn
- DuckDuckGo
- E. Universalis
- Gallica
- Google
- G. Books
- G. News
- G. Scholar
- Persée
- Qwant
- (zh) Baidu
- (ru) Yandex
- (wd) trouver des œuvres sur Wikidata

| 1. | Préciser le motif de la pose du bandeau. | Précisez le motif de la pose du bandeau en utilisant la syntaxe suivante : {{admissibilité à vérifier\|date=mai 2025\|motif=remplacez ce texte par le motif}}                   |
| 2. | Informer les utilisateurs concernés.     | Pensez à avertir le créateur de l'article, par exemple, en insérant le code ci-dessous sur sa page de discussion : {{subst:avertissement admissibilité à vérifier\|Fred Griot}} |

 (avril 2025).
La mise en forme du texte ne suit pas les recommandations de Wikipédia : il faut le « wikifier ».
Les points d'amélioration suivants sont les cas les plus fréquents. Le détail des points à revoir est peut-être précisé sur la page de discussion.
- Les titres sont pré-formatés par le logiciel. Ils ne sont ni en capitales, ni en gras.
- Le texte ne doit pas être écrit en capitales (les noms de famille non plus), ni en gras, ni en italique, ni en « petit »…
- Le gras n'est utilisé que pour surligner le titre de l'article dans l'introduction, une seule fois.
- L'italique est rarement utilisé : mots en langue étrangère, titres d'œuvres, noms de bateaux, etc.
- Les citations ne sont pas en italique mais en corps de texte normal. Elles sont entourées par des guillemets français : « et ».
- Les listes à puces sont à éviter, des paragraphes rédigés étant largement préférés. Les tableaux sont à réserver à la présentation de données structurées (résultats, etc.).
- Les appels de note de bas de page (petits chiffres en exposant, introduits par l'outil «  Source ») sont à placer entre la fin de phrase et le point final[comme ça].
- Les liens internes (vers d'autres articles de Wikipédia) sont à choisir avec parcimonie. Créez des liens vers des articles approfondissant le sujet. Les termes génériques sans rapport avec le sujet sont à éviter, ainsi que les répétitions de liens vers un même terme.
- Les liens externes sont à placer uniquement dans une section « Liens externes », à la fin de l'article. Ces liens sont à choisir avec parcimonie suivant les règles définies. Si un lien sert de source à l'article, son insertion dans le texte est à faire par les notes de bas de page.
- La présentation des références doit suivre les conventions bibliographiques. Il est recommandé d'utiliser les modèles {{Ouvrage}}, {{Chapitre}}, {{Article}}, {{Lien web}} et/ou {{Bibliographie}}. Le mode d'édition visuel peut mettre en forme automatiquement les références.
- Insérer une infobox (cadre d'informations à droite) n'est pas obligatoire pour parachever la mise en page.

Pour une aide détaillée, merci de consulter Aide:Wikification.
Si vous pensez que ces points ont été résolus, vous pouvez retirer ce bandeau et améliorer la mise en forme d'un autre article.
Fred Griot, né en 1970 à Lyon, est un poète et interprète français.  
Il mène un travail de langue depuis toujours, en poésie et prose, à l'écrit, avec une quinzaine de livres publiés,,,,… Mais aussi par le trait, la trace et le web (il expérimente des formes de poésies numériques directement sur son site comme UUuU), ainsi qu'en tant qu'éditeur (il a participé à la création des éditions Publie.netavec François Bon et Philippe de Jonckheere). 
Son autre axe central de travail de la langue se fait par la voix et la scène. Il se produit sur scène, seul ou avec le trio parl# (Éric Groleau, batterie et composition, Dani Bouillard, guitare et composition), avec qui il a enregistré trois disques, et créé plusieurs spectacles.
Lectures, concerts, résidences et ateliers dans une dizaine de pays : passages à Paris, Lyon, Marseille, Prague, Bratislava, Budapest, Bruxelles, Québec, Moscou… (dont Maisons de la Poésie, Radio France, Philharmonie de Paris, Sorbonne, Maison de la littérature de Québec, Institut Français de Moscou, nombreux festivals poésie, littérature et musique dont Banlieues Bleues, Jazz à Vienne, prison, etc.).
Collaborations avec François Bon, Laurence Vielle, Yan Allegret, Denis Charolles, Pierre Nadaud, Thierry Balasse, Thomas Deschamps, Antoine Le Ménestrel…
Son site, conçu comme un atelier à vue, ouvert, re-trace tout ses travaux.